# Erodium alnifolium
Erodium alnifolium là một loài thực vật có hoa trong họ Mỏ hạc. Loài này được Guss. mô tả khoa học đầu tiên năm 1828.